# Da (Dorf)
Da (auch Dah, Dha, tibetisch མདའ THL da, Wylie mda') ist ein Ort im indischen Unionsterritorium Ladakh.
Der Ort liegt im Tehsil Khalatse in einem Tal ungefähr 160 km nordwestlich von Leh und wird von den Brokpa, einer Gruppe der Dard, bewohnt.
Nach dem Zensus von 2011 lebten 609 Menschen in Da. Die Alphabetisierungsrate betrug 49,75 %.